# Abel Gabuza
Abel Gabuza (* 23. März 1955 in Johannesburg, Südafrika; † 17. Januar 2021 in Durban) war ein südafrikanischer Geistlicher und römisch-katholischer Koadjutorerzbischof von Durban.

## Leben
Abel Gabuza, eines von sechs Geschwistern, wuchs während der Zeit der Apartheid im Township Alexandra auf. Er besuchte eine katholische Schule. Nachdem sein Vater gestorben war, schickte ihn seine Mutter ins Internat. Unmittelbar nach seinem Abschluss trat er für ein Jahr in das Priesterseminar St. Paul Minor and St. Peter Major Seminaries in Hammanskraal ein, unterbrach das Studium aber für eine Tätigkeit als Fabrikarbeiter und beendete anschließend seine theologische Ausbildung am St. John Vianney Seminary in Pretoria. Er empfing am 15. Dezember 1984 das Sakrament der Priesterweihe für das Erzbistum Pretoria. 1988 absolvierte er ein theologisches Masterstudium an der Jesuit School of Theology in Berkeley (USA). Er lehrte an drei südafrikanischen Priesterseminaren und war Rektor des Seminars in Kapstadt von 1991 bis 1994. 1999 wurde er Generalvikar in Pretoria.
In den 2000er Jahren war er einer der führenden Personen des African Catholic Priests’ Solidarity Movement. Gabuza war zwei Amtszeiten lang Vorsitzender der Kommission für Frieden und Gerechtigkeit der Bischofskonferenz von Südafrika (Southern African Catholic Bishops’ Conference).
Am 23. Dezember 2010 ernannte ihn Papst Benedikt XVI. zum Bischof von Kimberley. Der Erzbischof von Bloemfontein, Jabulani Adatus Nxumalo OMI, spendete ihm am 19. März 2011 die Bischofsweihe; Mitkonsekratoren waren der emeritierte Bischof von Kimberley, Erwin Hecht OMI, und der Erzbischof von Johannesburg, Buti Joseph Tlhagale OMI.
Papst Franziskus ernannte ihn am 9. Dezember 2018 zum Koadjutorerzbischof von Durban.
Abel Gabuza starb nach einwöchiger intensivmedizinischer Betreuung im Busamed Hillcrest Hospital im Alter von 65 Jahren nach einer SARS-CoV-2-Infektion.